# Geosesarma
Genre
Geosesarma est un genre de crabes de la famille des Sesarmidae. Il regroupe des espèces de petits crabes d'eau douce ou terrestres. En 2013, on dénombrait 50 espèces connues. Il est également connue sous le nom de crabe vampire.

## Distribution
Les espèces de ce genre se rencontrent de l'Asie du Sud-Est aux îles du Pacifique occidentale. Ils sont très craintifs et très difficiles à observer en journée.
Ces espèces peuvent être élevées en captivité dans des paludariums avec un espace semi-aquatique et semi-terrestre dans une température entre 20 et 26 °C.

## Liste d'espèces
Selon World Register of Marine Species (25 avril 2013) :

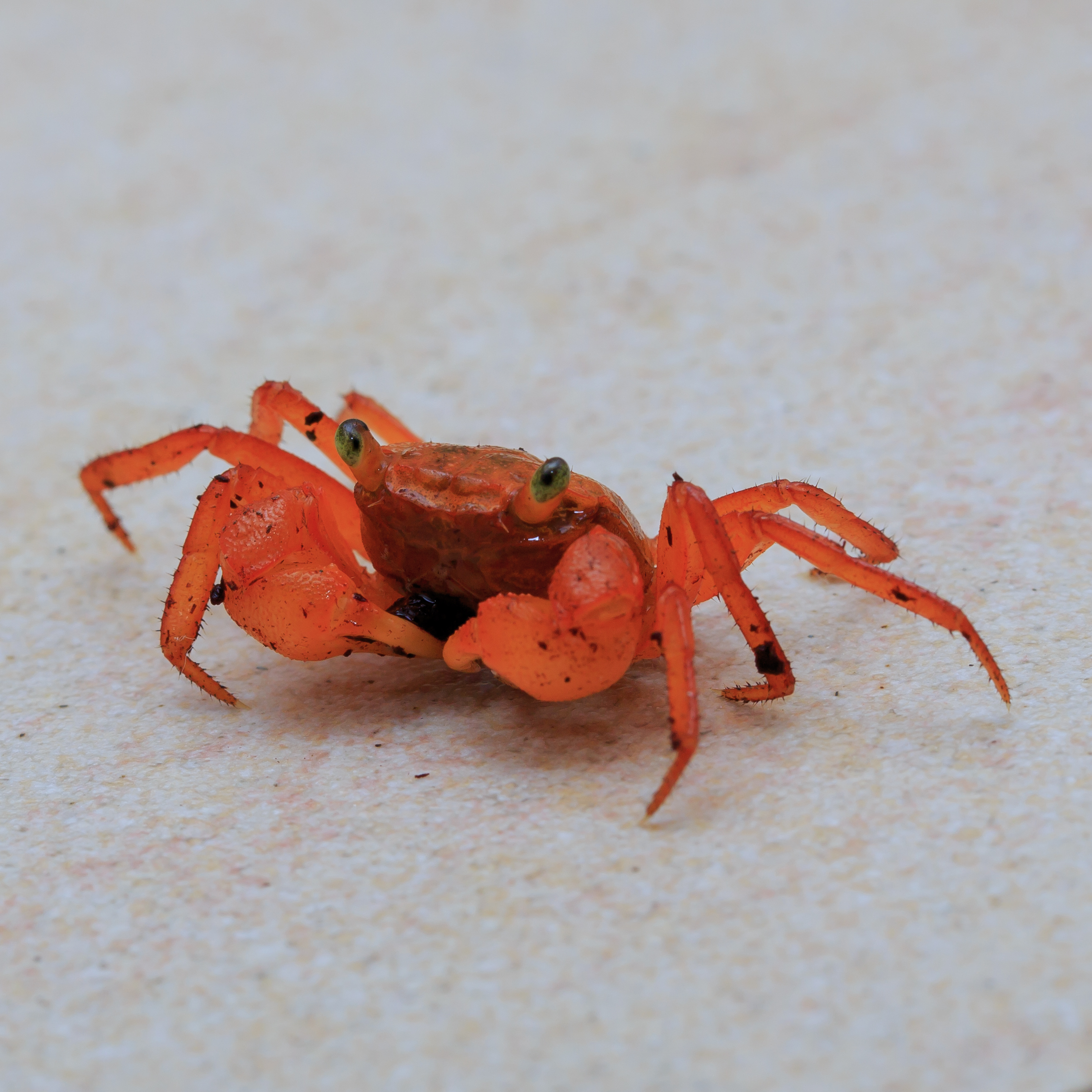
Geosesarma aurantium.

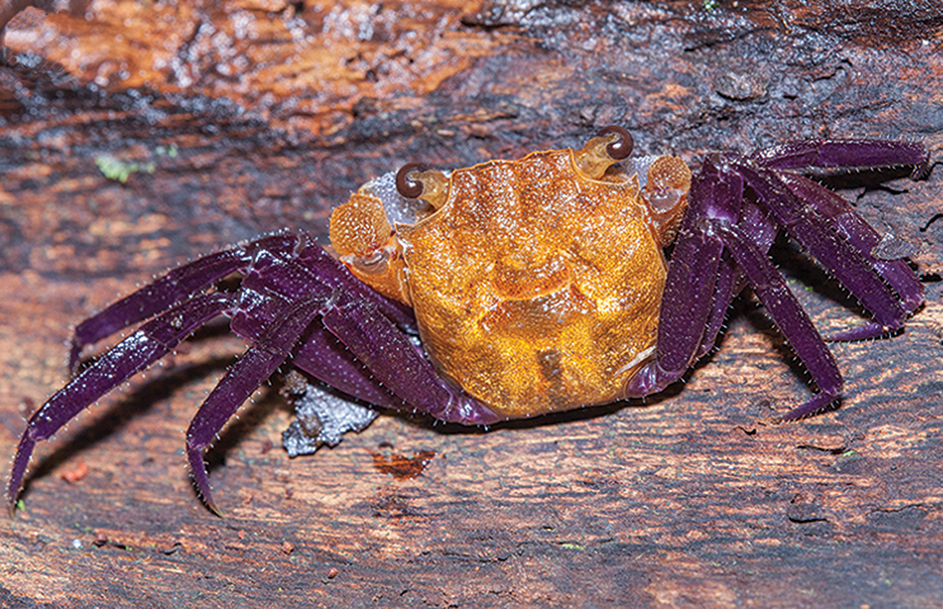
Geosesarma danumense.

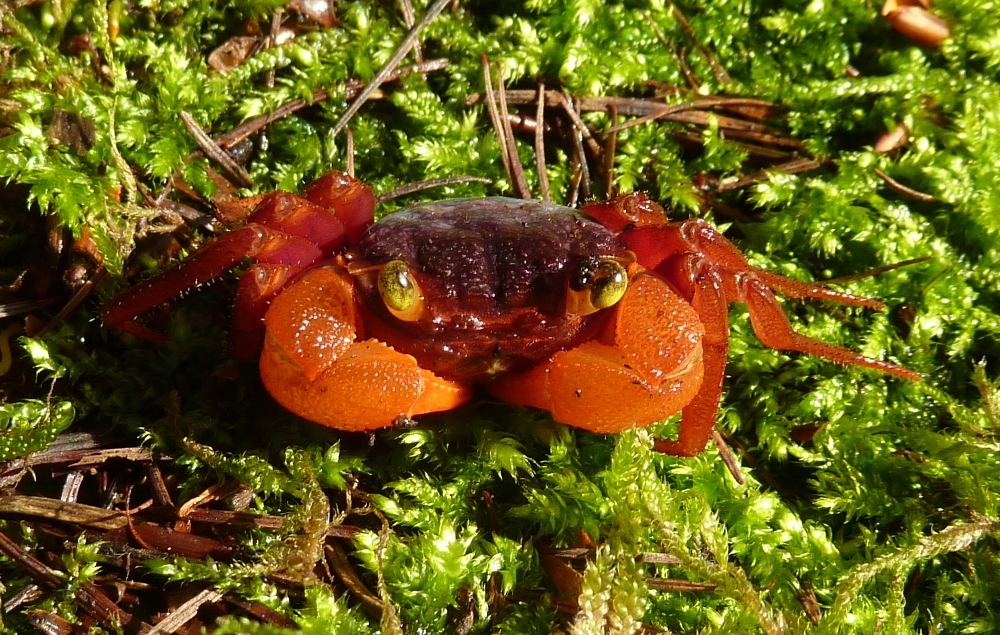
Geosesarma notophorum.

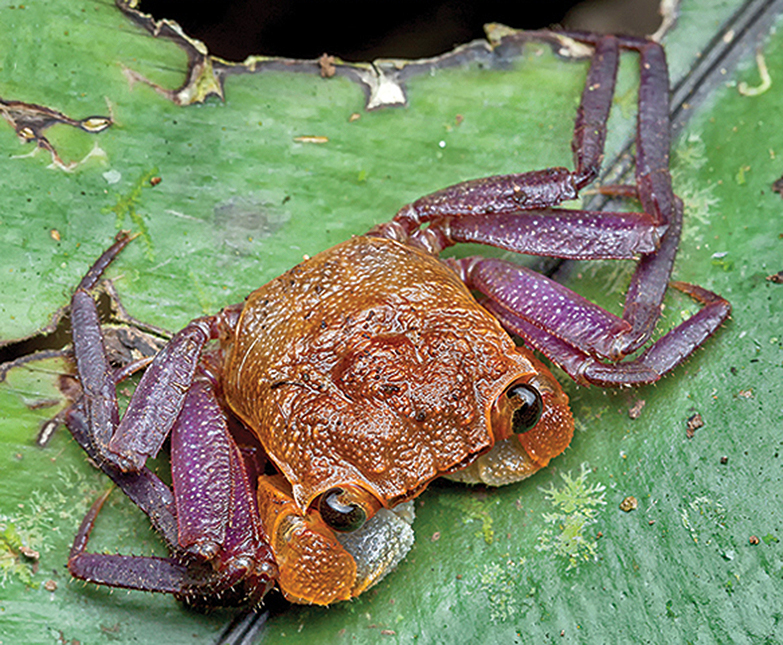
Geosesarma sabanum.

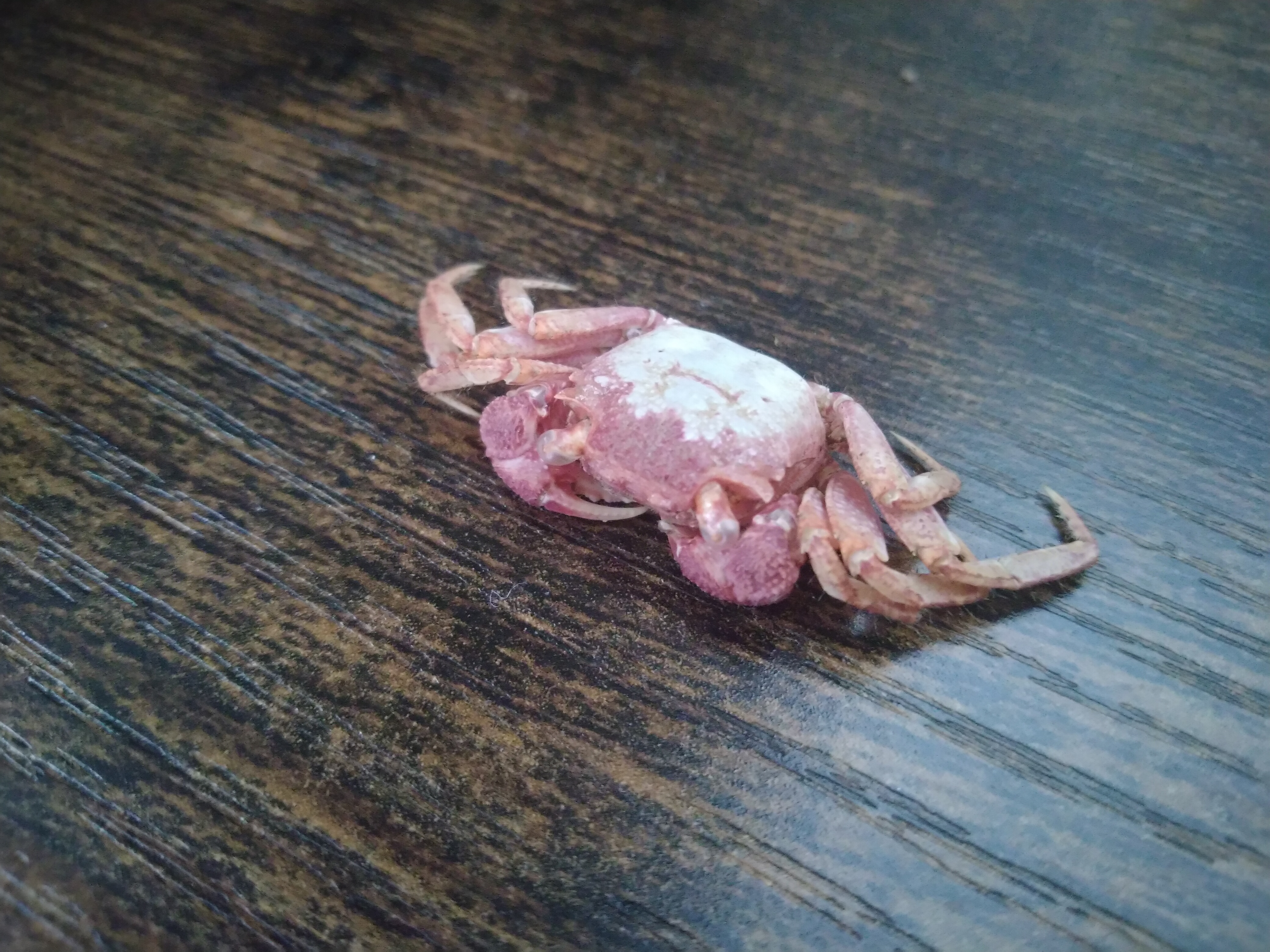
Mue d'un Geosesarma dennerle.

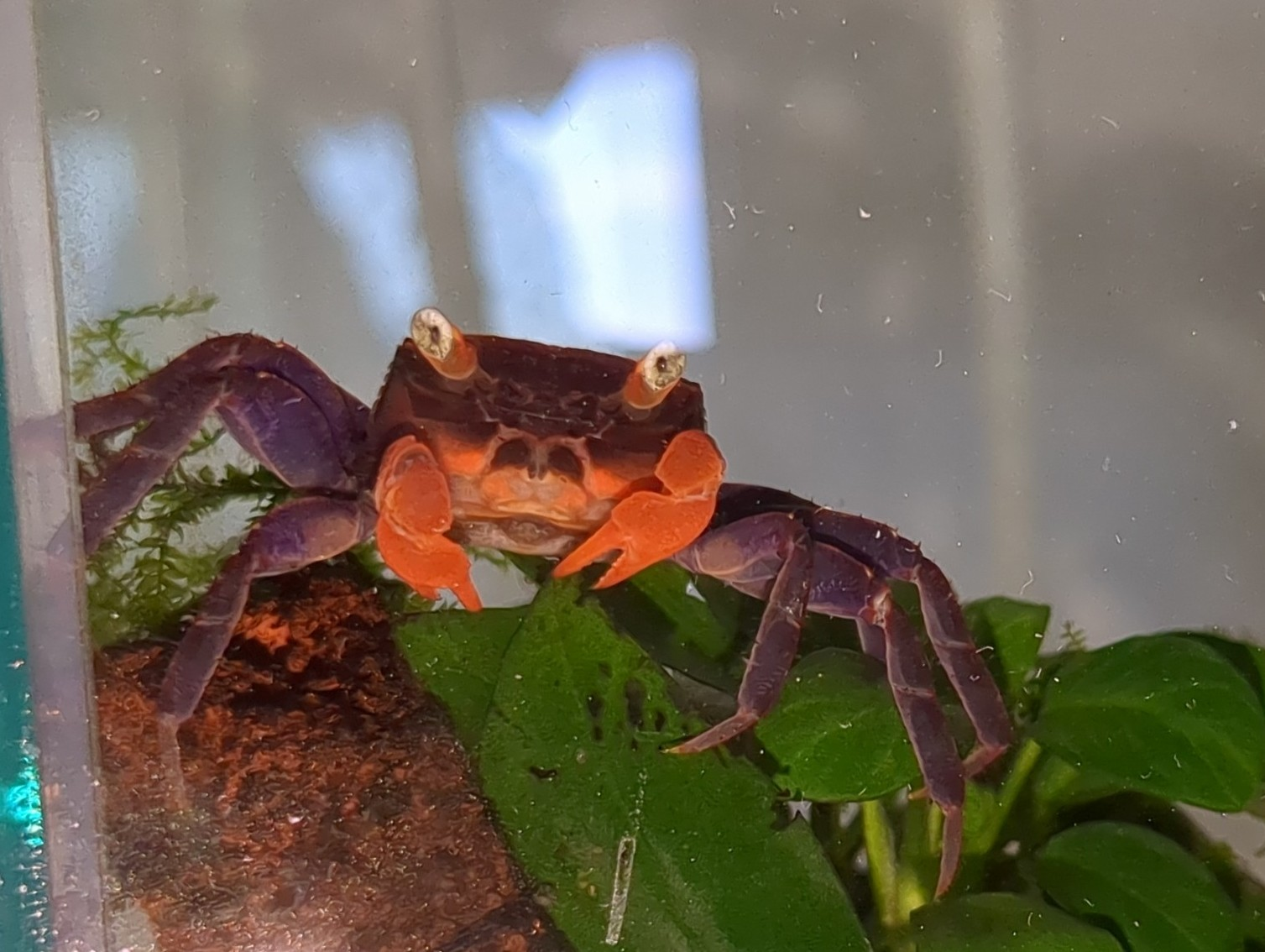
crabe Geosesarma, vue de face

- Geosesarma aedituens (Naruse & Jaafar, 2009)
- Geosesarma albomita (Yeo & Ng, 1999)
- Geosesarma amphinome (De Man, 1899)
- Geosesarma angustifrons (A. Milne-Edwards, 1869)
- Geosesarma araneum (Nobili, 1900)
- Geosesarma aurantium (Ng, 1995)
- Geosesarma bau (Ng & Jongkar, 2004)
- Geosesarma bicolor (Ng & Davie, 1995)
- Geosesarma cataracta (Ng, 1986)
- Geosesarma celebense (Schenkel, 1902)
- Geosesarma clavicrure (Schenkel, 1902)
- Geosesarma confertum (Ortmann, 1894)
- Geosesarma danumense (Ng, 2002)
- Geosesarma foxi (Kemp, 1918)
- Geosesarma gordonae (Serène, 1968)
- Geosesarma gracillimum (De Man, 1902)
- Geosesarma hednon (Ng, Liu & Schubart, 2004)
- Geosesarma ianthina (Pretzmann, 1985)
- Geosesarma insulare (Ng, 1986)
- Geosesarma johnsoni (Serène, 1968)
- Geosesarma katibas (Ng, 1995)
- Geosesarma krathing (Ng & Naiyanetr, 1992)
- Geosesarma larsi (Ng & Grinang, 2018)
- Geosesarma lawrencei (Manuel-Santos & Yeo, 2007)
- Geosesarma leprosum (Schenkel, 1902)
- Geosesarma maculatum (De Man, 1892)
- Geosesarma malayanum (Ng & Lim, in Ng, 1986)
- Geosesarma nannophyes (De Man, 1895)
- Geosesarma nemesis (Ng, 1986)
- Geosesarma noduliferum (De Man, 1892)
- Geosesarma notophorum (Ng & C. G. S. Tan, 1995)
- Geosesarma ocypodum (Nobili, 1900)
- Geosesarma penangense (Tweedie, 1940)
- Geosesarma peraccae (Nobili, 1903)
- Geosesarma protos (Ng & Takeda, 1992)
- Geosesarma rathbunae (Serène, 1968)
- Geosesarma rouxi (Serène, 1968)
- Geosesarma sabanum (Ng, 1992)
- Geosesarma sarawakense (Serène, 1968)
- Geosesarma scandens (Ng, 1986)
- Geosesarma serenei (Ng, 1986)
- Geosesarma solomonense (Serène, 1968)
- Geosesarma starmuhlneri Pretzmann, 1984)
- Geosesarma sumatraense (Ng, 1986)
- Geosesarma sylvicola (De Man, 1892)
- Geosesarma ternatense (Serène, 1968)
- Geosesarma teschi (Ng, 1986)
- Geosesarma thelxinoe (De Man, 1908)
- Geosesarma tiomanicum (Ng, 1986)
- Geosesarma vicentense (Rathbun, 1914)

### Autres
- Geosesarma dennerle (K. L. Ng1, D. Schubart & C. Lukhaup, 2015)[2]

## Publication originale
- De Man, 1892 : Decapoden des indischen Archipels. Zoologische Ergebnisse einer Reise in Niederländisch Ost-Indien, vol. 2, p. 265–527(texte intégral).